# (658) Asteria
(658) Asteria ist ein Asteroid des Hauptgürtels, der am 23. Januar 1908 vom deutschen Astronomen August Kopff an der Landessternwarte Heidelberg-Königstuhl (IAU-Code 024) entdeckt wurde.
Der Asteroid ist Mitglied der Koronis-Familie, einer Gruppe von Asteroiden, die nach (158) Koronis benannt ist.
Asteria bezeichnet verschiedene Figuren aus der griechischen Mythologie.